# Sans elle

Sans elle est un film québécois réalisé par Jean Beaudin et sorti en salle en 2006. 

## Synopsis
À son retour de Florence, où elle a été victime du syndrome de Stendhal, une jeune violoniste québécoise entreprend des recherches pour retrouver sa mère disparue depuis deux ans.

## Fiche technique
Source : IMDb, sauf mention contraire
- Réalisateur : Jean Beaudin
- Scénariste : Joanne Arseneau
- Producteurs : Pierre Gendron, Christian Larouche
- Musique du film : Jean Robitaille
- Directeur de la photographie : Pierre Mignot
- Montage : Jean-François Bergeron
- Société de production : Christal Films, Les Films Sans Elle Inc.
- Société de distribution : Christal Films
- Pays d'origine :  Canada
- Genre : thriller
- Durée : 102 minutes

## Distribution
- Karine Vanasse  : Camille
- Marie-Thérèse Fortin  : Hélène
- Michel Dumont : Mike
- Maxim Gaudette : Solo
- Patrick Goyette : Charles
- Robert Lalonde : Robert
- Isabel Richer : Anne-Marie
- Emmanuel Schwartz  : Gabriel
- Linda Sorgini  : Maryse
- Johanne Marie Tremblay  : Denyse
- Emmanuel Charest  : Le responsable de la Marina
- Patrice Coquereau  : Chanteur hôpital
- Laetitia Isambert-Denis  : Malou
- Nathalie Claude  : Psychiatre Italienne
- Julie Ménard  : Copine de solo
- Jacqueline Barrette  : Femme de ménage
- Silvio Orvieto  : Gardien de musée
- Dominic Desjardins  : Le Docteur

## Autour du film
Polar psychologique abordant les thèmes du deuil et de la maladie mentale, Sans elle est le film avec lequel Jean Beaudin termine sa carrière.  La scénariste, Joanne Arseneau, s'est inspirée en partie d'un drame personnel : l'assassinat d'une de ses amies pendant un séjour aux États-Unis.
Sans elle est tourné à Florence et aux Iles de la Madeleine, là où, une vingtaine d'années auparavant, Beaudin était venu tourner son film Mario.  Beaudin retrouve sur Sans elle le directeur photo Pierre Mignot, avec qui il avait régulièrement collaboré durant la première partie de sa carrière (J.A. Martin photographe, Cordélia, Mario).
Le film sort au Québec à l'automne 2006 et suscite une critique un peu tiède.  Il a auparavant été présenté au Festival international du film de Shanghai.